# Марсель Сальва
Марсель Сальва (фр. Marcel Salva, 3 жовтня 1922, Ель-Б'яр — 19 грудня 2005, Обена) — французький футболіст, що грав на позиції захисника. Відомий за виступами за клуб «Расінг» (Париж), а також національну збірну Франції. Дворазовий володар Кубка Франції.

## Клубна кар'єра
Марсель Сальва народився у Французькому Алжирі. У дорослому футболі дебютував 1940 року виступами за місцеву команду «Сен-Ежен», в якій грав до кінця 1944 року. У 1945 році перейшов до команди «Расінг» (Париж), у якому в цьому ж році став володарем Кубка Франції. У 1946 році повернувся до клубу «Сен-Ежен», де грав до 1947 року. У 1947 році футболіст повернувся до складу паризького «Расінга», в якому цього разу грав до 1952 року, та ще раз виборов титул володаря Кубка Франції. У 1952—1958 році Сальва грав у складі клубу «Галлія Спорт Альжер», після чого завершив виступи на футбольних полях.

## Виступи за збірну
У 1945 році Марсель Сальва дебютував у складі національної збірної Франції. Загалом протягом кар'єри в національній команді, яка тривала до 1952 року, провів у її формі 13 матчів, у яких забитими голами не відзначився.
Помер 19 грудня 2005 року на 84-му році життя у місті Обена.

## Титули і досягнення
- Володар Кубка Франції (2):

«Расінг» (Париж): 1944—1945, 1948—1949